# 静野孔文
静野孔文（日语：／ Kōbun Shizuno，1972年9月2日—），日本著名动画监督、动画演出家，东京都人。

## 经历
他最早加入公司（此公司负责音乐制作等），首先独立制作鐵甲人－地球靜止之日。然后他在株式会社GONZO制作的电视动画G.I Joe SIGMA6担任总導演、導演的职务。然后他在真救世主传说 北斗之拳 托奇传、魔法老师涅吉 OVA：另一个世界担任導演。他还担任过2010上海世博会3D电影的总導演。现在他所属的公司是株式会社サイファに。

## 作品

### 电视动画
- 最终幻想：无限（2001年）分镜・演出
- 青出于蓝（2002年）分镜
- PEACE MAKER铁（2003年）演出
- 名侦探柯南（2004年・2007年・2020年）演出
- DAN DOH!!（2004年）分镜・演出
- 妖精的旋律（2004年）演出
- 爆裂天使（2004年）分镜・演出
- G.I. Joe: Sigma 6 （2005年）導演
- 一骑当千 Dragon Destiny（龙之命运）（2007年）演出
- 魔法少女奈叶StrikerS（2007年）分镜
- BLUE DROP（2007年）分镜
- 鹡鸰女神（2008年）分镜
- 信蜂（2009年）前期ED演出
- 爆丸（2010年）分镜
- 銀河騎士傳 （2014年) 導演
- 銀河騎士傳 第九行星戰役 （2015年）導演
- 侍靈演武：將星亂（2016年）總導演

### OVA
- 機械巨神 地球靜止之日（1998年）独立制作
- 深海潛艦707R （2003年）分镜、演出、3DCG
- 真救世主传说 北斗之拳 托奇传（2008年）導演
- 魔法老师涅吉 OVA：另一个世界（2009年 - 2010年）導演、分镜、演出

### 劇場版
- 福音战士新剧场版：序（2007年）協力演出
- 名偵探柯南系列
  - 第15部：沉默的15分鐘（2011年）導演、分镜、演出（總導演為山本泰一郎）
  - 第16部：第11位前鋒（2012年）導演、分镜、演出（總導演為山本泰一郎）
  - 第17部：絕海的偵探（2013年）導演、分镜、演出（監修為山本泰一郎）
  - 第18部：異次元的狙擊手（2014年）導演、分镜、演出
  - 第19部：業火的向日葵（2015年）導演、分镜、演出
  - 第20部：純黑的惡夢（2016年）導演、分镜、演出
  - 第21部：唐紅的戀歌（2017年）導演、分镜、演出
- 哥斯拉 第一~三章（2017年 - 2018年）導演（与濑下宽之（日语：瀬下寛之）共同執導）
- 旅程 古代阿拉伯半島的奇蹟與戰爭物語（2021年）導演
- 你看起來很好吃 第三部（2021年）導演

## 相关网站
- 株式会社サイファに（日語）
- 静野孔文官方网站（日語）